# Dwarka

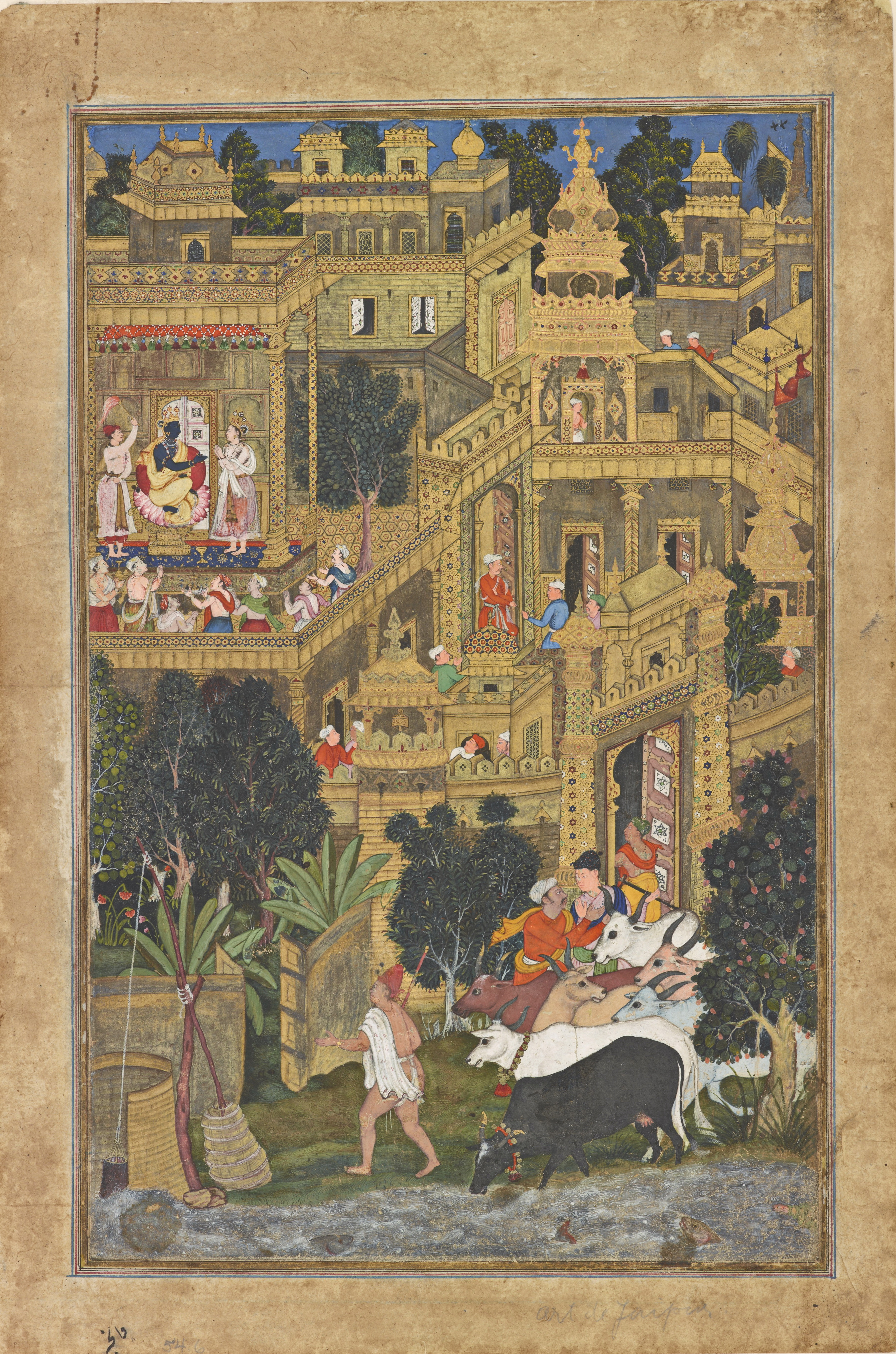
Mityczne miasto Dwaraka

Dwarka, Dwaraka (sanskryt: द्वारका, trl. Dvārakā) – historyczne miasto położone na półwyspie Kathijawar nad Morzem Arabskim. Wspominane w starożytnych tekstach, takich jak Mahabharata, Hariwamsa, Bhagawatapurana, Skandapurana. Nazwa pochodzi od sanskryckiego słowa dwar oznaczającego drzwi lub bramę.
Uważane za jedno z najstarszych miast Indii. Według legendy zostało założone przez Krysznę, wzniesione dla mieszkańców Mathury, którym do Dwarki kazał przeprowadzić się Kryszna, lecz w siedem dni po jego śmierci pochłonięte zostało przez morze.
Obecnie przypuszcza się, że w mitach może kryć się nieco prawdy historycznej. W pobliżu współczesnego miasta Dwarka, 20 km od wybrzeża, odkryto ruiny dawnych budowli, które mogły zostać pochłonięte przez wody Oceanu Indyjskiego w wyniku serii silnych trzęsień ziemi. Struktury odnalezione na dnie Oceanu są podobne do tych jakie wznosiła cywilizacja doliny Indusu.